# Hypericum pauciflorum
Hypericum pauciflorum är en johannesörtsväxtart. Hypericum pauciflorum ingår i släktet johannesörter, och familjen johannesörtsväxter.

## Underarter
Arten delas in i följande underarter:
- H. p. involutum
- H. p. pauciflorum